# Kamena doba
Kamena doba (pred 6 milijoni let - 6000 pr. n. št.) je obdobje prazgodovine, v kateri so ljudje svoja orodja izdelovali predvsem iz kamna (najpogosteje kremena). Tako poimenovanje izhaja iz časa, ko je bil glavni cilj arheoloških izkopavanj prav iskanje artefaktov. Uporabljali so tudi les, kosti in druge materiale, a je bil med temi najbolj primeren ravno kamen, ker je bil najbolj odporen in preprost za uporabo. Čas obdobja zaradi pomanjkanja natančnih dokazov ni natančno določen.
Uporabo orodja, ki se je pri človeku prvič pojavila v tem obdobju, so znanstveniki dolgo smatrali za bistveno razliko med ljudmi in živalmi. Zadnja odkritja pa kažejo, da tudi šimpanzi uporabljajo podobne pripomočke, kot so jih uporabljali ljudje v paleolitiku. Pred kakšnimi pet tisoč leti je v naše kraje priromala prva kovina – baker. Ljudje so se ga naučili taliti in vlivati v kalupe. Tako so izdelovali sekire, motike in druge predmete. Ker je bil baker redek, pa tudi nekoliko premehak, je še vedno prevladovalo orodje in orožje iz kamna.

## Obdobja
- Stara kamena doba ali paleolitik
- Srednja kamena doba ali mezolitik
- Mlajša kamena doba ali neolitik

## Preživetje

### Orodje in orožje
Obdobja prazgodovine so poimenovane po materialu, ki so ga ljudje v tistem času najpogosteje uporabljali za izdelavo orodja in orožja. Okoli 2.000.000 pr. n. š. so hominidi izdelali prvo kamnito orodje, ki pa je bil po večini le preklan kamen, ki je na ta način dobil oster rob. Približno 500.000 let kasneje so pričeli izdelovati pestnjake. To so bila prva namensko oblikovana orodja, uporabljali so ga dlje kot katero koli drugo orodje v zgodovini.
Pestnjak je oblikovan tako, da ga držimo za spodnji, zaobljeni del, uporabljamo pa zgornji, ostrejši in tanjši del. V kameni dobi, so ga uporabljali predvsem za klanje živali, kopanje za iskanje korenin, vode in živali, odstranjevanje lubja z drevesnih debel in za lov.

### Hrana
Ljudje v kameni dobi so bili lovci-nabiralci, njihov glavni vir hrane pa so bile rastline in živali iz okolja, v katerem so živeli. Nabirali so sadeže, jagodičje in korenine in lovili divje živali, od katerih niso zavrgli ničesar - organi, med drugim možgani, jetra in ledvice, so bili surovi mehkejši od samega mesa živali.
Po izumrtju megafavne v Evropi, Avstraliji, Aziji in severni Ameriki pred približno 9.000 do 15.000, so morali ljudje spremeniti svoje prehrambene navade, kar je morda vzpodbudilo začetek kmetijstva. Tako so v neolitiku že začela nastajati prva stalna bivališča, pričeli so s preprostim poljedelstvom in udomačili nekatere živali.

### Bivališča
Kamenodobni ljudje so živeli v manjših skupinah, ki so se pogosto selile. Za zaščito pred vremenskimi pojavi ter plenilci so si izdelovali različna bivališča, od šotorov iz živalskih kož do večjih bivališč iz mamutovih kosti. Prva prebivališča, kamne, ki so podpirali poševno ležeče veje, naj bi v Afriki gradil Homo habilis. Nasprotno pa je izraz »jamski človek,« ki se predvsem v popularni kulturi pogosto uporablja kot sinonim za pračloveka, zavajajoč, saj so v jamah razen redkih izjem živeli samo neandertalci.

## Jamske poslikave
V kameni dobi so nastale številne jamske poslikave, ki so zelo pomembne za razumevanje življenja ljudi v tistem času. Najpogostejši motivi na njih so živali, ljudje se pojavljajo redko. Med najbolj poznane jamske poslikave spadajo:
- Chauvetova jama v francoskem departmaju Ardèche z najstarejšimi znanimi poslikavami (približno 31.000 let) različnih živali.
- Altamira v Kantabriji, Španija s poslikavami bizonov ter odtisi dlani, starimi okoli 10.000 - 12.000 let.
- Jamski kompleks Lascaux v jugovzhodni Franciji, poslikan pred 10.000 do 15.000 leti, ki spada pod UNESCOv seznam svetovne dediščine.

Skupno je v Evropi poznanih več kot 250 nahajališč jamskih poslikav, vendar pa je ogled mnogih zaradi njihove občutljivosti otežen.

## Kamena doba v popularni kulturi
Otroci zemlje, serija petih knjig pisateljice Jean M. Auel, se dogaja v kameni dobi, natančneje v paleolitiku. Zgodbe so delno zveste arheološkim in antropološkim najdbam iz tistega časa.
Risanki Kremenčkovi in ((Crudovi)) vsebujeta nekatere elemente življenja v kameni dobi, vsebujeta pa tudi številne nepravilnosti, med drugim sočasni obstoj ljudi in dinozavrov ter televizorje.